# Mistrzostwa Świata w biegu na 100 km 1999
13. Mistrzostwa Świata w biegu na 100 km 1999 – zawody lekkoatletyczne, które odbyły się 15 maja 1999 w Chavagnes-en-Paillers, Francja.

## Medaliści
|                         | 1. miejsce                                                                  | Rezultat | 2. miejsce                                                               | Rezultat | 3. miejsce                                                          | Rezultat |
| Mężczyźni indywidualnie | Simon Pride                                                                 | 6:24:05  | Thierry Guichard                                                         | 6:24:26  | Anatolij Korepanow                                                  | 6:31:41  |
| Mężczyźni drużynowo     | Rosja 1. Anatolij Korepanow · 2. Dmitrij Radiuczenko · 3. Aleksandr Motorin | 19:54:59 | Francja 1. Thierry Guichard · 2. Mohamed Magroun · 3. Bruno Heubi        | 20:01:05 | Wielka Brytania 1. Simon Pride · 2. Stephen Moore · 3. Mikk Bradley | 20:31:26 |
| Kobiety indywidualnie   | Anna Balosakova                                                             | 7:33:02  | Martine Cubizolles                                                       | 7:37:19  | Oksana Ładyżina                                                     | 7:40:05  |
| Kobiety drużynowo       | Francja 1. Martine Cubizolles · 2. Karine Herry · 3. Joelle Semur           | 23:24:05 | Rosja 1. Oksana Ładyżina · 2. Jelena Sidorenkowa · 3. Łarissa Siemienowa | 23:38:09 | Niemcy 1. Tanja Schäfer · 2. Anke Drescher · 3. Andrea Krajenski    | 23:50:44 |

## Reprezentacja Polski

### Mężczyźni
| Miejsce | Zawodnik            | Klub               | Rezultat |
| 44.     | Ryszard Płochocki   | TS Kalisz          | 7:20:31  |
| 47.     | Waldemar Pędzich    | LKS Kurp Ostrołęka | 7:30:59  |
| DNF.    | Andrzej Magier      | LKS Zorza Gdynia   | -        |
| DNF.    | Franciszek Stroński | -                  | -        |
| DNF.    | Maciej Ciepłak      | RMKS Rybnik        | -        |